# Dunash ben Labrat
Dunash ben Labrat (Fez, Marrocos, 920 — 990) (hebreu: דוֹנָש בֵּן לָבְרָט; árabe: دناش بن لبراط) foi um rabino judeu, poeta, comentador e gramático da Idade Média, no Al-Andalus.